# 普里莫爾斯科

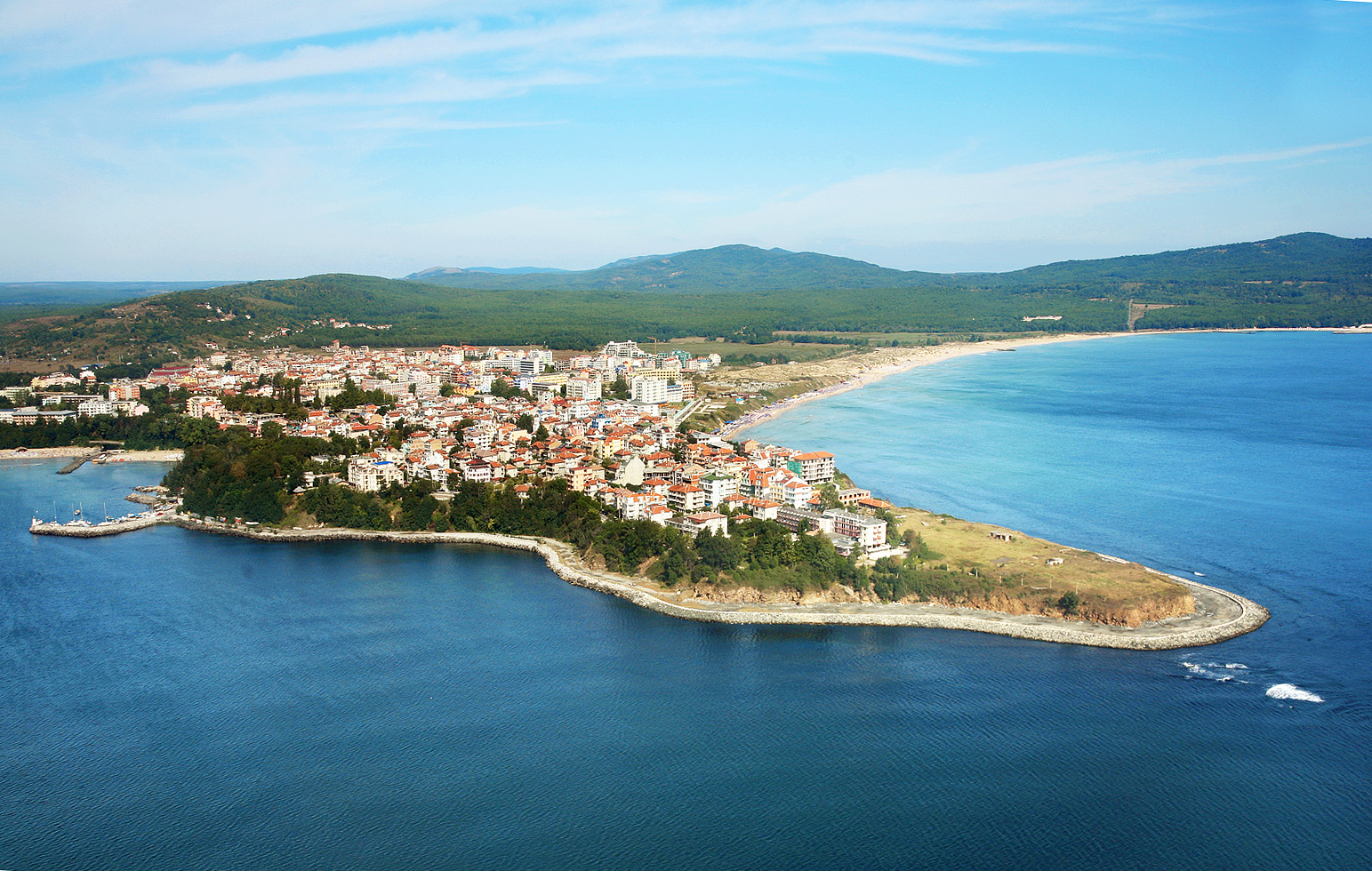

普里莫爾斯科是保加利亞的城鎮，位於該國東南部黑海沿岸，距離首府布爾加斯45公里，由布爾加斯州負責管轄，2010年人口3,685，居民主要信奉東正教。

## 外部連結
- Official website of Primorsko municipality （页面存档备份，存于）
- Information about Primorsko, including aerial photos
- Pictures from Primorsko （页面存档备份，存于）